# Thaïlande aux Jeux olympiques d'hiver de 2006
La Thaïlande est représentée par un athlète aux Jeux olympiques d'hiver de 2006 à Turin.

## Médailles
|           | Médaille d'or | Médaille d'argent | Médaille de bronze | Total |
| --------- | ------------- | ----------------- | ------------------ | ----- |
| Thaïlande | 0             | 0                 | 0                  | 0     |

## Épreuves

### Ski de fond
Hommes
- Prawat Nagvajara